# Austins Ferry
Austins Ferry is een buitenwijk van Hobart, de hoofdstad van het Australische eiland Tasmanië.
Austins Ferry is genoemd naar James Austin (1776–1831), die in 1803 samen met zijn neef John Earl als gevangene naar Port Phillip in Victoria werd gestuurd. In 1804 kwamen ze aan in Van Diemensland. Toen hun straf voorbij was werd aan beide mannen een klein stuk land geschonken aan de westoever van de rivier de Derwent, tussen Hobart en New Norfolk. In 1818 startten ze een veerdienst over de rivier, die al snel een belangrijke verbinding vormde tussen Hobart en het noorden van Tasmanië. Deze veerdienst kreeg de naam Austins Ferry.
Het oude woonhuis van James Austin is tegenwoordig te bezichtigen.